# Cabo Juby
Cabo Juby (ve španělštině, arabsky أس جوبي, Rā's Ŷubī) byl španělský protektorát ležící na pobřeží Atlantského oceánu na území dnešního Maroka. Vznikl v roce 1916 po rozdělení Maroka na francouzský a španělský protektorát. V roce 1946 byl začleněn do Španělské západní Afriky, aniž by formálně zanikl.
Severní hranici byla řeka Dra, východní a jižní hranicí byly poledníky a rovnoběžky dohodnuté mezi evropskými mocnostmi na počátku 20. století. Území je též známo pod názvem Tarfajský pás (Tarfaya Strip). Přes stejnou dobu vzniku je jeho občasné řazení ke Španělskému Maroku značně problematické.
Španělský název Cabo Juby znamená mys Juby (رأس جوبي), který leží poblíž města Tarfaja přímo naproti Kanárským ostrovům.

## Historie
Po druhé marocké krizi bylo Maroko v roce 1912 rozděleno mezi Francii a Španělsko. Zatímco francouzský protektorát představoval souvislé území, španělský zábor se skládal ze dvou částí – Španělského Maroka, které bylo zřízeno v roce 1912, na severu a Cabo Juby, které bylo obsazeno v roce 1916, na jihu. Tato jižní část sousedila se španělským protektorátem Sakia al-Hamra. V roce 1946 byla veškerá zdejší území pod španělskou nadvládou začleněna do Španělské západní Afriky. Po svém osamostatnění v roce 1956 vzneslo Maroko nároky na území, která na něm byla historicky závislá. Roku 1957 napadlo Maroko Španělskou západní Afriku a až na město Sidi Ifni obsadilo celé území Ifni. Válka byla po šesti měsících ukončena a podle smlouvy z Angra de Cintra se území Cabo Juby stalo roce 1958 součástí Maroka.

## Poštovní známky

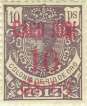
Známka Cabo Juby (1916)

Španělsko začalo vydávat pro Cabo Juby poštovní známky v roce 1916, zprvu to byly přetisky známek Rio de Oro s textem CABO JUBI. Později (v letech 1919 až 1929) to byly španělské známky s přetiskem CABO JUBY a nakonec stejně přetištěné známky Španělského Maroka v sériích z let 1934, 1940, 1942, 1944, 1946 a 1948.
Množství vydaných přetisků je značné, což podporuje názor, že byly vydávány spíše pro komerční účely než k poštovní službě obyvatelům.